# سردار كيسيمال
سردار كيسيمال (بالتركية: Serdar Kesimal)‏ وهو لاعب كُرة قدم تُركي في مركز قلب الدفاع ولد في يوم 24 كانون الثاني 1989 في مدينة فوبرتال في ألمانيا الغربية وهو يلعب حالياً مع نادي فنربخشة وسبق له اللعب مع كايسري سبور ونادي كولن ولعب مع منتخب تركيا لكرة القدم ويبلغ طوله 186 سم.

## مسيرته الكروية
لعب سردار كيسيمال خلال مسيرته الاحترافية مع 5 أندية في أحد عشر موسمًا وسجل خلالها هدفين أثنين ضمن 103 مباراة. حيث فاز في موسمين بالكأس وفي موسم واحد بالدوري.
خاض سردار كيسيمال مسيرته مع نادي فوبرتال الرياضي في موسم 2006–07 لمدة موسم واحد، مشاركًا في مباراة ولم يسجل أي هدف. ثم انتقل إلى نادي كولن 2 ‏ في موسم 2007–08 ولمدة موسمين، حيث شارك في 20 مباراة ولم يسجل أي هدف أيضًا. لينتقل بعدها إلى نادي كايسري سبور في موسم 2009–10 ولمدة موسمين، مشاركًا في 55 مباراة سجل خلالها هدفين. ثم انتقل إلى نادي فنربخشة في موسم 2011–12 ليلعب معه خمسة مواسم، مشاركًا في 19 مباراة ولم يسجل أي هدف. هذا وانتقل لاحقًا إلى نادي بلدية آكهيسار سبور في موسم 2016–17 لمدة موسم واحد، مشاركًا في 8 مباريات ولم يسجل أي هدف أيضًا.

## روابط خارجية
- سردار كيسيمال على موقع اتحاد تركيا (لاعب) (الإنجليزية)
- سردار كيسيمال على موقع قاعدة بيانات كرة القدم.إي يو (الإنجليزية)
- سردار كيسيمال على موقع ناشيونال فوتبول تيمز (الإنجليزية)
- سردار كيسيمال على موقع Soccerway.com (الإنجليزية)
- سردار كيسيمال على موقع عالم كرة القدم.نت (الإنجليزية)
- سردار كيسيمال على موقع AS.com (الإسبانية)